# 富山市立大庄小学校
富山市立大庄小学校（とやましりつ おおしょうしょうがっこう）は富山県富山市にある公立小学校。

## 沿革
- 1955年 - 新校舎落成[2]。
- 1987年12月19日 - 現在の校舎が竣工（建築面積5,713m2）[3]。
- 1990年5月19日 - 1988年より着工していたグラウンド（8,094m2）が完成（当時は大山町で最も広いグラウンドであった）[4]。
- 2001年7月16日 - 新プール完成[5]。
- 2004年9月1日 - 鉄筋コンクリート造3階建ての校舎（建築面積275.18m2、延床面積752m2）が完成。同時に既存校舎の改修工事も完成[6]。

## 通学区域
田畠、善名、下番、下番新町、馬瀬口、中番（45,48,49,53,54,字小杉割 107 の 1,109 の 1,109 の 4,110 の 1,111の 1、字桑原割 522の 1～657、字草履田割 658～723の 2（686の 1,714,719,720の 1,720の 2,721,722 の 1,722の 2,723の 1を除く）を除く）、旭ケ丘、小原屋、大栗、花崎、上大浦、中大浦、下大浦、桑原、 南大場、殿様林、津羽見、はなさき苑、風見台、明日美野、グリーンコア大山、青葉台、花みず木台、たばたけ寿町、つくし野

## 著名な出身者
- 小杉凜華（バレーボール選手：KUROBEアクアフェアリーズ）